# Rational choice-teori
Rational choice-teori (engelsk: "Teorien om rationelle valg") er en tilgang til at forstå, og i den samfundsvidenskabelige forskning ofte på formaliseret vis modellere, menneskers sociale og økonomiske adfærd. Den grundlæggende præmis i rational choice-teori er, at et samfunds aggregerede adfærd er resultatet af adfærden hos en række individer, som hver især træffer deres egne beslutninger på et bevidst grundlag. 
Teorien antager, at et individ har præferencer, som gør det muligt for dem at rangordne, hvilke(n) ud af alle deres tilgængelige valgmuligheder de foretrækker. Den rationelle aktør antages at udnytte al tilgængelig information, herunder sandsynligheder for, at forskellige fremtidige begivenheder finder sted, og potentielle omkostninger og gevinster ved de forskellige alternativer, til at træffe sine valg, og at handle konsistent med hensyn til at vælge den handling, han anser for at være den bedste. Præferencerne kan i sig selv være snævert egoistiske såvel som altruistiske.

## Anvendelse i samfundsvidenskaberne
Rationel adfærd er den almindelige antagelse om individuel adfærd i mikroøkonomiske modeller og analyser og optræder i næsten alle økonomiske lærebøgers beskrivelse af menneskers beslutningsprocesser. Selve begrebet "Rational choice-teori" som sådan anvendes imidlertid relativt sjældent indenfor den økonomiske forskning, hvor i stedet de beslægtede og delvis overlappende begreber social choice, public choice og politisk økonomi er gængse. Rational choice-teori som begreb nævnes oftere indenfor statskundskab og sociologi, hvor tænkemåden ikke har den samme dominerende rolle, og der derfor er et større behov for at italesætte tilgangen eksplicit som alternativ til konkurrerende tænkemåder. 

### Statskundskab
Indenfor statskundskab sameksisterer rational choice-teorien således med to komplementerende tilgange, nemlig den kulturalistiske og den strukturalistiske.
Her anvendes rational choice-teorien især til at beskrive, hvordan mennesker i deres egenskab af vælgere i politiske valg afgiver deres stemmer i overensstemmelse med deres egne præferencer for at maksimere deres forventede nytte. Endvidere kan teorien også benyttes til at beskrive, hvordan politikere rationelt vælger deres ståsted ud fra et ønske om at maksimere deres egen nyttefunktion, som blandt andet kan være betinget af at tiltrække tilstrækkelig mange stemmer til at blive valgt. Denne anvendelse er omtrent synonym med det moderne økonomiske forskningsområde politisk økonomi.
Et tidligt eksempel på tankegangen er den amerikanske økonom Anthony Downs' bog An Economic Theory of Democracy fra 1957, der netop anvendte økonomisk teori på ikke-markedsrelaterede politiske beslutningsprocesser og gjorde brug af både nyttemaksimerende vælgere og nyttemaksimerende partier, der træffer 'rationelle valg'. Modellen kan sammenlignes med en alternativ tilgang til de politiske beslutningsprocesser som f.eks. den svenske politolog  Björn Molins model for partiers adfærd.

## Nobelpris
Økonomen Gary Becker advokerede tidligt for at anvende modellen for rationelle aktører i bredere sammenhænge, end man traditionelt havde gjort indenfor økonomisk teori, og dermed udbrede teorien til traditionelt sociologiske emneområder. Becker modtog i 1992 Nobelprisen i økonomi for hans studier af bl.a. diskrimination, kriminalitet og tilegnelsen af humankapital.

## Ekstern henvisning
- John Scott: Rational Choice Theory. Essay om Rational choice-teori fra en sociologisk synsvinkel.